# Lambros Couloubaritsis
Lambros Couloubaritsis (en grec moderne : Λάμπρος Κουλουμπαρίτσης), né le 21 octobre 1941 au Congo belge, est un philosophe, historien de la philosophie et professeur belge d'origine grecque.

## Biographie
Lambros Couloubaritsis est licencié et docteur en philosophie de l'Université libre de Bruxelles après avoir suivi une formation de chimiste à l'Université de Liège. Il est professeur émérite de l'Université libre de Bruxelles, où il a enseigné la philosophie et a été directeur du Centre de philosophie ancienne. Il est internationalement reconnu comme un spécialiste d'Aristote, dont il a abondamment étudié les œuvres. Il est docteur honoris causa des universités d'Oradea, de Crète, d'Athènes, de Liège et de Lille . Il est membre de l'Académie royale des sciences, des lettres et des beaux-arts de Belgique[réf. nécessaire].
Il est l'auteur de nombreux articles et ouvrages traitant de philosophie ancienne, dont une Histoire de la philosophie ancienne et médiévale, Figures illustres qui a obtenu le Prix Montyon de philosophie et de littérature de l'Académie française en 1999. Il est lauréat du Prix Gegner de l'Académie des sciences morales et politiques de France et du Prix Duculot de l'Académie royale de Belgique. Il est également l'éditeur de la Revue de philosophie ancienne[réf. nécessaire].
En 2016 il a été titulaire de la Chaire Théodore Verhaegen de l'Université libre de Bruxelles, où il a tenu six leçons  sur le thème de la complexité maçonnique .
Franc-maçon, il est membre du Grand Orient de Belgique.
Il est également membre du comité scientifique du Centre Jean Gol, le centre d'étude du mouvement réformateur de Belgique.

## Publications
- La complexité de la Franc-Maçonnerie. Approche Historique et Philosophique, Bruxelles, Ousia, 2018, 579 p.
- Facettes du mensonge, dans: Les espaces entre vérité et mensonge, Bruxelles, Coll. Temps d'arrêt, 2015
- La philosophie face à la question de la complexité le défi majeur du 21e siècle. Tome 1 : Complexités intuitive, archaïque et historique ; Tome 2 : Complexités scientifique et contemporaine, Bruxelles, Ousia, 2014, T 1. 613 p. T2 : 685 p.
- Comment penser la loyauté aujourd'hui dans : Loyautés et familles, Bruxelles, Coll. Temps d'arrêt, 2009)
- La pensée de Parménide, Bruxelles, Ousia, 2008, 570 p.
- La proximité et la question de la souffrance humaine, Bruxelles, Ousia, 2005, 760 p.
- Histoire de la philosophie ancienne et médiévale, Figures illustres, Paris, Grasset, 1998, 1326 p. (Prix Montyon 1999 de l’Académie française)
- La Physique d'Aristote, Bruxelles, Ousia, 1997, 439 p  (ISBN 2-87060-062-3))
- Aux origines de la philosophie européenne, De la pensée archaïque au néoplatonisme, Bruxelles, De Boeck, 1992 ; 3e éd. 2000 ; 4e édition 2003, 757 p.
- Traduction, avec introduction et commentaires, du livre II de la Physique d'Aristote, Sur la Nature, Paris, Vrin, 1992
- Mythe et philosophie chez Parménide, Bruxelles, Ousia, 1986, 2e éd. 1990, 378 p.
- Penser l'Informatique, Informatiser la Pensée. Mélanges offerts à André Robinet, Bruxelles, Editions de l'Universite de Bruxelles, 1987
- L'avènement de la science physique, Bruxelles, Ousia, 1980, 341 p.